# فرنسيس والكر
فرنسيس والكر (بالإنجليزية: Francis Amasa Walker) (و. 1840 – 1897 م) هو ضابط، وعالم اقتصاد، وعالم إحصاء، وكاتب سير، وسياسي، من الولايات المتحدة الأمريكية، ولد في بوسطن، كان عضوًا في الحزب الجمهوريكان عضوًا في الأكاديمية الوطنية للعلوم، والأكاديمية الأمريكية للفنون والعلوم، توفي في بوسطن، عن عمر يناهز 57 عاماً.

## التعليم
تعلم في كلية أمهرست.

## مناصب وهيئات
أدار جامعة ييل.

## الخدمة العسكرية
خدم في جيش الاتحاد.

## روابط خارجية
- فرنسيس والكر على موقع الموسوعة البريطانية (الإنجليزية)